# Saccharum sinense
Espèce
Saccharum sinense est une espèce de plantes monocotylédones de la famille des Poaceae, sous-famille des Panicoideae, originaire de Chine.
Ce sont des plantes herbacées vivaces, aux chaumes dressés de grand taille, pouvant atteindre 5 mètres de haut, aux inflorescences en panicules.
Des clones de Saccharum sinense ont été utilisés dans divers programmes de sélection et de nombreux cultivars modernes de canne à sucre ont cette espèce parmi leurs ancêtres.